# Heras tempel i Olympia
Heras tempel i Olympia var en helgedom tillägnad gudinnan Hera i Olympia i Grekland. 
Det var en av de äldsta templen i dorisk stil i Grekland, och det första peripteros-templet i Olympia. Det uppfördes omkring 590 f.Kr. Det är äldre än Zeustemplet i Olympia bredvid. Det har föreslagits, att Heras tempel ursprungligen var uppfört åt Zeus, men att det invigdes åt Hera sedan det större templet åt Zeus hade uppförts. Pausanias besökte Olympia på 100-talet och har gett en utförlig beskrivning av det. Han nämner att Hera var skulpterad sittande på en tron med en hjälmklädd Zeus stående bredvid, och att det var enkla och grova statyer: han nämner också flera votivgåvor, bland dem Hermes med Dionysosbarnet.